# 他们并不陌生
《他们并不陌生》是1979年以反映文革为题材的一部电影。长春电影制片厂张辛实编剧；李启民，张辛实导演；倪萍，李玉峰，李世玺，张贵鑫等主演。